# Rio Chiriquí Viejo
O Rio Chiriquí Viejo é um rio centro-americano que banha o Panamá.